# Keii Johnston
Keii Johnston, conosciuto anche come Keii Johnson e Kei Johnston (Contea di Los Angeles California, ...), è uno stuntman, attore e doppiatore statunitense

## Biografia
Ha recitato nella serie di film: Die Hard, interpretata da Bruce Willis. Ha anche prestato la voce come doppiatore nel franchise Star Trek. Ha recitato in qualità di attore, tra gli altri, nel film Traffic.
Nel 2003 ha vinto il Taurus World Stunt Awards per la migliore acrobazia antincendio nel film: Red Dragon (2002). Nel 2005 è stato candidato due volte per il miglior lavoro con un veicolo nei film Taxi e The Punisher. Nel 2007 è stato candidato per un altro Taurus World Stunt Award per la migliore acrobazia speciale nella commedia: Minori, insieme agli attori acrobatici di Star Trek Chrissy Weathersby e Gary Kasper. Si è anche candidato per lo Screen Actors Guild Award al miglior gruppo di stunt in un film - per il film: Pirati dei Caraibi - Ai confini del mondo - e al Taurus World Stunt Award for Best Work with a Vehicle - per il film: The Punisher.
Johnston è stato la controfigura personale per Bruce Willis nella maggior parte dei suoi film tra il 1985 e il 1991.

## Filmografia parziale

### Stuntman

#### Cinema
- Toccato! (Gotcha!), regia di Jeff Kanew (1985)
- L'aquila d'acciaio (Iron Eagle), regia di Sidney J. Furie (1986)
- Appuntamento al buio (Blind Date), regia di Blake Edwards (1987) - non accreditato
- Made in U.S.A., regia di Ken Friedman (1987)
- Senza un colpo in canna (Under the Gun), regia di James Sbardellati (1987)
- Voglia di vincere 2 (Teen Wolf Too), regia di Christopher Leitch (1987)
- Off the Mark, regia di Bill Berry (1987)
- Trappola di cristallo (Die Hard), regia di John McTiernan (1988)
- Caccia a Ottobre Rosso (The Hunt for Red October), regia di John McTiernan (1990)
- 58 minuti per morire - Die Harder (Die Hard 2), regia di Renny Harlin (1990)
- The Bonfire of the Vanities (1990)
- Hook - Capitan Uncino (Hook), regia di Steven Spielberg (1991)
- Batman - Il ritorno (Batman Returns), regia di Tim Burton (1992)
- La morte ti fa bella (Death Becomes Her), regia di Robert Zemeckis (1992)
- La famiglia Addams 2 (Addams Family Values), regia di Barry Sonnenfeld (1993)
- Speed (1994)
- Casper, regia di Brad Silberling (1995)
- Nome in codice: Broken Arrow (1996)
- Barb Wire (1996)
- Il mondo perduto - Jurassic Park (1997)
- L'Ispettore Gadget (Inspector Gadget), regia di David Kellogg (1999)
- The Mexican - Amore senza la sicura (2001)
- K-PAX - Da un altro mondo (2001)
- Minority Report (2002)
- XXx (2002)
- S.W.A.T. - Squadra speciale anticrimine (2003)
- Il mistero dei Templari - National Treasure (2004)
- Jarhead (2005)
- Next (2007)
- Pirati dei Caraibi - Ai confini del mondo (2007)
- Die Hard - Vivere o morire (2007)

### Televisione
- Moonlighting (1985)
- Alias e Lost